# Miltiadis Varvitsiotis

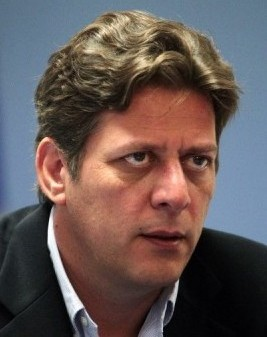
Miltiadis Varvitsiotis (2014)

Miltiadis Varvitsiotis (griechisch Μιλτιάδης Βαρβιτσιώτης, * 21. Juni 1969 in Athen) ist ein griechischer Rechtsanwalt und Politiker der Nea Dimokratia (ND), der unter anderem von 2013 bis 2015 Minister für Handelsschifffahrt und die Ägäis war. Ab dem 9. Juli 2019 bekleidete er das Amt eines Vizeministers für europäische Angelegenheiten. Im Juni 2023, nach der Wiederwahl von Kyriakos Mitsotakis zum Premierminister, wurde er zum Minister für Schifffahrt und Inselpolitik ernannt, trat allerdings im September darauf von seinem Amt zurück.

## Leben
Varvitsiotis absolvierte nach dem Schulbesuch ein Studium der Rechtswissenschaften an der Nationalen und Kapodistrias-Universität Athen sowie ein postgraduales Studium im Fach Internationale Beziehungen an der Harvard University. Nach Abschluss des Studiums nahm er eine Tätigkeit als Rechtsanwalt auf.
Bei der Wahl vom 8. April 2000 wurde er als Kandidat der Nea Dimokratia für den Wahlkreis Athen 2 erstmals zum Mitglied des Parlaments (Vouli ton Ellinon Βουλή των Ελλήνων) gewählt und gehört diesem seither an. Unmittelbar nach der Wahl wurde er zum Sekretär des Parlaments gewählt.
Innerhalb der Parteiführung der ND war er von 2001 bis 2004 Vorsitzender der Sektion für die Handelsmarine sowie anschließend zwischen 2004 und 2007 der Sektion für Entwicklung. Er ist seit 2004 auch Mitglied der Parlamentarischen Versammlung des Europarates sowie zugleich bis 2011 auch der Parlamentarischen Versammlung der Westeuropäischen Union.
Während seiner Parlamentszugehörigkeit fungierte Varvitsiotis zwischen 2006 und 2007 als stellvertretender Mitglied des Ständigen Ausschusses für Auswärtige Angelegenheiten und Verteidigung, dessen Vorsitzender er zwischen September 2007 und Januar 2009 war.
Im Januar 2009 wurde Varvitsiotis von Premierminister Kostas Karamanlis zum stellvertretenden Minister für Auswärtige Angelegenheiten ernannt. Er war als solcher bis Oktober 2009 für Wirtschaftsdiplomatie und internationale Entwicklungsunterstützung zuständig und damit einer der engsten Mitarbeiter der damaligen Außenministerin Dora Bakogianni. Daraufhin war er von Juli 2012 bis Juni 2013 erneut Vorsitzender des Ständigen Ausschusses für Auswärtige Angelegenheiten und Verteidigung.
Am 25. Juni 2013 berief Premierminister Andonis Samaras ihn als Nachfolger vom Kostis Mousouroulis zum Minister für Handelsschifffahrt und die Ägäis in dessen Kabinett, dem er bis zum 25. Januar 2015 angehörte. Seit Februar 2015 ist er in der Parteiführung der ND verantwortlich für das Sekretariat für strategische Planung und das politische Parteiprogramm. Ferner gehört er dem Ständigen Parlamentsausschuss für Produktion und Handel als Mitglied an.
Im ersten Kabinett von Kyriakos Mitsotakis bekleidete Varvitsiotis ab dem 9. Juli 2019 das Amt des Stellvertretenden Außenministers für europäische Angelegenheiten. Im Juni 2023 wurde er zum Minister für Schifffahrt und Inselpolitik im zweiten Kabinett von Mitsotakis ernannt, übte das Amt aber nur bis Mitte September aus. Er reichte seinen Rücktritt ein, nachdem ein Mann bei der Abfahrt einer Fähre vom Fährenpersonal von der Rampe gestoßen worden war und daraufhin zu Tode kam. Varvitsiotis drückte sein Mitgefühl für die Familien des Fährenpersonals aus, deren Mitglieder sich einer Mordanklage gegenübersahen. Diese Stellungnahme löste große Empörung aus, woraufhin sich Varvitsiotis zum Rücktritt gezwungen sah.